# TBC Bank
TBC Bank («Ти-би-си Банк») — грузинский банк, основанный в 1992 году. Главный офис расположен в Тбилиси на улице Марджанишвили, дом 7. 
Название отражает первое имя компании, которое она носила в 1992 году — Tbilisi Business Centre («Бизнес-центр Тбилиси»). В настоящее время TBC зарегистрировано как официальное название банка, а не просто аббревиатура оригинального названия.
Компания котируется на Лондонской фондовой бирже и входит в индекс FTSE 250.

## История
История TBC Bank началась в 1992 году, когда два грузинских бизнесмена Мамука Хазарадзе и Бадри Джапаридзе с несколькими другими партнерами основали банк под названием Tbilisi Business Centre или TBC. Банк был основан с капиталом в $ 500. Эта сумма была минимально допустимой для основания банка в Грузии в начале 1990-х. Банк получил лицензию от NBG (Генеральная банковская лицензия за номером 85) 20 января 1993 года, а в мае того же года получил другую лицензию, которая позволяла ему проводить международные операции.
В 1995 году в банке был один отдел, где работали 29 сотрудников, а общие активы составляли 1,4 млн $. Вахтанг Буцхиридзе, который присоединился к банку в 1993 году, стал исполнительным директором (CEO) банка TBC в 1995 году, и с того времени занимает эту должность.
11 июня 2014 года Лондонская фондовая биржа (London Stock Exchange) пригласила TBC Bank для участия в торгах с его глобальными депозитарными расписками (GDR). Банк получил 239 млн $ на IPO, имея рыночную стоимость 640 млн $. Это IPO стало крупнейшим выходом на биржу из Грузии. 

### Банк Constanta
TBC Bank включился в сегмент микрофинансовых операций, приобретя 80 % банка «Constanta», одного из лидеров микрофинансирования Грузии (MFI). Позже, в 2014 году, TBC полностью купил банк Constanta.

### TBC Лизинг
Банк в январе 2004 года основал TBC Лизинг с главным офисом в Тбилиси и капиталом в 500 тыс. лари. На 2006 год банк владеет 89.5 % TBC Лизинг.

### TBC Кредит
TBC Bank приобрел 75 % компании TBC Kredit в конце 2007 года. Компания называлась SOA Kredit, это была не-банковская кредитная организация, которая проводила операции с кредитами в Азербайджане с 1999 года.

### TBC Инвест
В начале 2011 года было основано «TBC Invest». Компания работает на израильском рынке, обслуживая операции между клиентами из этой страны и TBC-банком.

### My.GE в прошлом сейчас tnet
TBC Bank приобрела контрольный пакет акций грузинской платформы электронной коммерции, известной как My.GE, в августе 2019 года.

## Экспансия в Узбекистан
В апреле 2019 года TBC Bank приобрёл 51% доли в узбекистанском платежном приложении Payme за 5,5 млн долларов, увеличив долю до 100% в мае 2023 года. Сумма сделки по покупке оставшихся 49% составила 55,7 млн долларов.
В 2020 году TBC Bank получил лицензию на осуществление банковской деятельности в Узбекистане и открыл первое отделение в 2021 году. На тот момент став одним из двух цифровых банков в Узбекистане.
В сентябре 2023 года  подразделение международных операций TBC Bank возглавил бывший глава Тинькофф Банка Оливер Хьюз, Ника Курдиани назначен исполнительным директором TBC в Узбекистане.
В июне 2025 года TBC Bank объявил о приобретении 53% акций в SaaS-платформе для автоматизации розничной торговли Billz за 9 млн долларов.

## Благотворительность
Банк TBC основал фонд TBC, помогавший жертвам российско-грузинской войны 2008 года. Банк основал фонд с капиталом в 5 млн лари и позже пополнил фонд еще на 3 млн лари.
Банк TBC также является соучредителем ежегодной литературной премии «SABA», которая с 2003 года награждает лучшие литературные произведения.

## Онлайн-банкинг
Онлайн-банкинг от TBC несколько лет подряд (2012—2015) получал награду как один из лучших в центральной и Восточной Европе.